# Adrar-Plateau

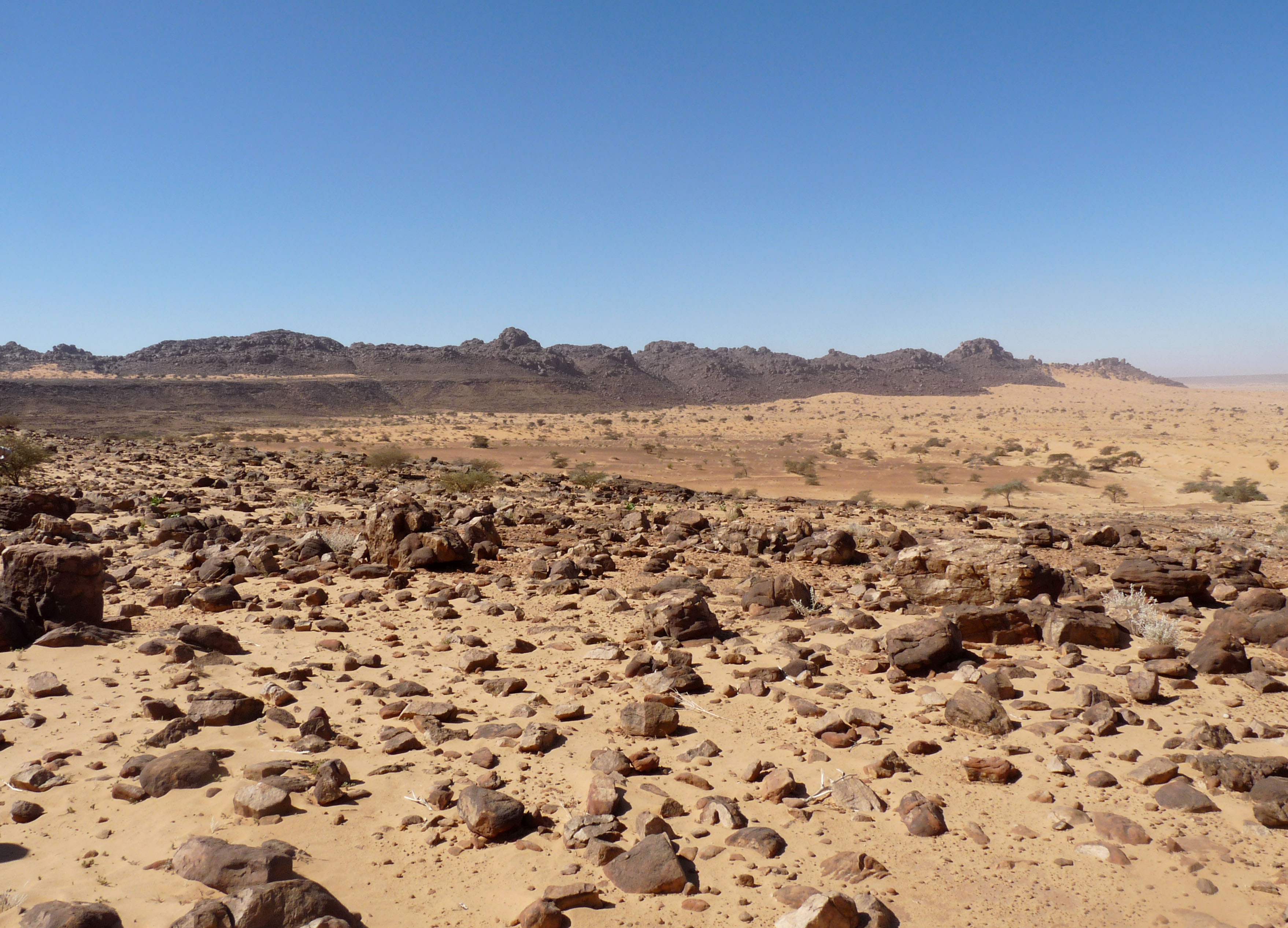
Wüstenformation Reg im Adrar

Das Adrar-Plateau ist ein Hochland der Wüste Sahara im Zentrum und Norden von Mauretanien. Nach ihm benannt ist die mauretanische Region Adrar – nicht zu verwechseln mit der algerischen Provinz Adrar oder mit dem Gebirge Adrar des Ifoghas in Mali und Algerien.
Das Adrar ist ein Plateau, das sich 300 Kilometer weit von Südwest nach Nordost erstreckt bei einer Breite von meist etwa 50 Kilometer; das südliche Ende weitet sich auf über 100 Kilometer Breite aus. Das Adrar-Plateau  ist für schroffe Felshügel, steile Schluchten und Wanderdünen bekannt. Es umfasst die Atar-Gruppe und die Atar-Cliffs-Gruppe. Der nordwestliche Rand des Adrar-Plateaus beginnt mit einer markanten und stark zerklüfteten Schichtstufe. Südöstlich von Atar, der größten Stadt der Region, steigt sie steil von 220 m auf über 700 m Höhe an. Richtung Südosten verliert das Plateau allmählich an Höhe, wird zunehmend von Dünen überlagert und geht schließlich in das Tagant-Plateau über.
Die höchsten Erhebungen des Adrar sind in dem zwölf Kilometer langen Ausläufer der Teniaggoûri-Bergkette am nordwestlichen Steilabfall des Adrar-Plateaus zu finden. Zwei Gipfel erreichen dort 820 m und 815 m. Diese Bergkette weist mithin die beiden zweithöchsten Erhebungen in Mauretanien auf.
Zum Adrar-Plateau gehören auch der Aouelloul-Krater 50 Kilometer südöstlich von Atar mit 390 Meter Durchmesser und der Guelb er Richat östlich von Ouadane, eine aus der Satellitenperspektive gut sichtbare kraterähnliche Struktur von 45 Kilometer Durchmesser, die Astronauten oft als Landmarke zur Orientierung gedient hat.
Wegen des ariden Klimas ist Landwirtschaft nur in den Schluchten und tieferen Lagen wie am Oued Seguellil möglich, wo das Grundwasser erreichbar ist. Auch die größten Städte des Gebietes liegen deshalb am Rand der Hochebene, wie Atar im Nordwesten, Chinguetti im Süden und Ouadane im Osten. Im Adrar-Gebiet liegen 27 Oasen mit einer Gesamtfläche von 2200 Hektar, die 22 Prozent der Oasenflächen Mauretaniens entsprechen. Die traditionellen Wirtschaftsformen sind Kamel- und Schafzucht, in den Oasen gedeihen Dattelpalmen, deren Früchte in der heißesten Jahreszeit im Juli geerntet werden. In dieser Zeit fallen auch die mit unter 100 Millimetern geringen jährlichen Niederschläge. In Bewässerungsgärten und feuchten Senken (Sebkhas) werden Getreide und eine begrenzte Auswahl an Gemüse angebaut.
Der wichtigste Verkehrsweg über das Adrar-Plateau ist die Piste von Atar nach Chinguetti und Ouadane. Traditionell überwand sie die Steilstufe des Plateaus von Atar aus auf dem als Amojjar-Pass bekannten unbefestigten Anstieg. In neuerer Zeit wurde südlich davon ein Anstieg durch den Ebnou-Pass trassiert, dessen oberstes Stück, etwa 3500 Meter Steilstrecke, mit einer Asphaltdecke versehen sind.
Zahlreiche archäologische Funde wie die Felsmalereien von Agrour Amogjar zeigen, dass das Hochland bereits in der Steinzeit besiedelt war. Am bedeutendsten sind mehrere Steinkreise um die mittelalterliche Stadt Azougui.